# Gregory Corso
Gregory Nunzio Corso (Nueva York, 26 de marzo de 1930-Robbinsdale 17 de enero del 2001), fue un poeta estadounidense miembro de la Beat Generation (como Jack Kerouac, Allen Ginsberg o William Burroughs).

## Biografía
Su madre, de dieciséis años de edad cuando Corso nació, dejó la familia un año más tarde y regresó a Italia. Tras esto Corso pasó la mayoría de su infancia en orfanatos y casas de acogida. Su padre se volvió a casar cuando Gregory tenía 11 años y aunque se quedó con él, huyó en repetidas ocasiones. Corso fue enviado a una casa de acogida para jóvenes, de la cual también se escapó. Su turbulenta adolescencia incluye un periodo de varios meses en The Tombs, la cárcel de Nueva York, por verse envuelto en el robo de una radio; pasando tres meses en vigilancia penitenciaria en Bellevue. A los 17 años de edad cumplió tres años de condena por ladrón en la Clinton State Prison. Durante su encarcelamiento fue un ávido lector en la biblioteca de la cárcel y empezó a escribir poesía.
Encarcelado de nuevo en Dannemora por hurto en 1947, Corso comenzó a escribir poesía. Volvió a Nueva York después de su liberación en 1950 y conoció a Ginsberg en un bar (The Pony Stable). A partir de entonces Ginsberg presentará a Corso y a su poesía a otros miembros de la escena literaria beat. No en vano Ginsberg lo consideraba «el poeta más grande de América».
Murió de cancer de próstata, ingresado en un hospital de Robbinsdale , Minnesota. El epitafio de su tumba, próxima a la del poeta inglés Percy Bysshe Shelley, a quien admiraba, en el cementerio protestante de Roma,  fue escrito por él mismo y dice:

Espíritu

Es vida

Fluye a través de mí

Interminablemente

Como un río

Sin miedo

A llegar a ser

El mar

Corso

## Obras
El primer volumen de poesía de Corso, "La dama vestal de Brattle", se publicó en 1955 (con el apoyo de estudiantes de la Universidad de Harvard, donde fue a clases como oyente). Corso fue el segundo de los poetas Beats en ser publicado (después de "El pueblo y la ciudad" de Kerouac), a pesar de ser el más joven. Sus poemas fueron publicados por primera vez en la revista literaria Harvard Advocate. En 1958, Corso tenía una colección ampliada de poemas publicados como número 8 en la City Lights Pocket Poets Series: "Gasolina" y "La dama vestal de brattle". De sus muchos poemas notables son "Bomb" (un "poema concreto" formado en tiras de papel escritas en verso dispuestas en forma de una nube de hongo), "Sentimientos elegíacos americanos" sobre el recientemente fallecido Jack Kerouac, y "Matrimonio ", una meditación humorística sobre la institución, tal vez su poema más significativo. Y más tarde en vida, "Todo el lío casi". Al parecer, "Bomba" y "Matrimonio" llamarían la atención de un joven Bob Dylan, todavía en Minnesota.
Christine Hoff Kraemer señala sucintamente la idea, "La bomba es una realidad, la muerte es una realidad, y para Corso, la única reacción razonable es abrazar, celebrar y reír con el caos resultante". Kraemer también afirma, "Corso le da al lector una sola pista sobre la interpretación de este revoltijo de imágenes: la combinación de objetos dispares siempre se presenta conjuntamente con la bomba explotando" (214). Además ella señala la negación de Corso sobre que el poema contenía significación política.[cita requerida]
En contraste con el uso que le da Corso al matrimonio como una sinécdoque para una vista Beat de la mujer, la poeta feminista postmoderna Hedwig Gorski narra una noche con Corso en su poema "No pude hacer que Gregory Corso saliera de mi coche" (1985, Austin, Texas) que muestra lo mujeriego típico de la conducta Beat heterosexual. Gorski critica el movimiento beat de formulismo hacia las escritoras y su trabajo, con muy pocas excepciones, entre ellas Anne Waldman, y las post-beat como Diane DiPrima y ella misma. La dominación masculina y mujeriega por sus miembros heterosexuales, junto con el formulismo de sus principales miembros homosexuales caracterizan el Movimiento Beat Literario. Los Beats se burlaron del Movimiento Feminista, que ofrecía la liberalización de puntos de vista sociales y profesionales de las mujeres y sus obras de la misma forma en la que lo hizo el Movimiento Beat para los hombres, especialmente los homosexuales. Corso, sin embargo, siempre defendió el papel de la mujer en la Generación Beat, a menudo citando a su amante, Hope Savage , como principal influencia sobre él y Allen Ginsberg.
Ted Morgan describió el lugar de Corso en el mundo literario beat: "Si Ginsberg, Kerouac y Burroughs fueron los tres mosqueteros del movimiento, Corso era su D'Artagnan, una especie de socio menor, aceptado y apreciado, pero con menos de la paridad completa. Él no había estado allí al comienzo, cuando fue la alianza de los intelectuales en Columbia con los hipsters de Times Square. Él fue una adición reciente, a pesar de que sus credenciales eran lo suficientemente impresionantes para hacerle ganar el acceso completo... " Han pasado 50 años desde la muerte de los otros Beats para que Corso fuera apreciado como un poeta de igual estatura e importancia.